# Yukarıgöndelen, Ereğli
Yukarıgöndelen là một xã thuộc huyện Ereğli, tỉnh Konya, Thổ Nhĩ Kỳ. Dân số thời điểm năm 2011 là 242 người.